# Fluormethan
Fluormethan, též známý jako methylfluorid, Freon 41, Halocarbon-41 nebo HFC-41, je netoxický, zkapalnitelný, hořlavý plyn. Je složen z uhlíku, vodíku a fluoru (chemický vzorec CH3F). Používá se při výrobě polovodičů a elektronických přístrojů. Ve vysokofrekvenčním elektromagnetickém poli disociuje za vzniku fluoridových iontů, které selektivně leptají vrstvu sloučenin křemíku (leptání reaktivními ionty).
Vazebná energie vazby C-F je 552 kJ/mol, délka vazby 0,139 nm. Molekula má čtyřstěnnou geometrii.
Měrná tepelná kapacita fluormethanu je Cp = 38,171 J.mol−1.K−1 při 25 °C, kritický bod má polohu 44,9 °C (318,1 K) a 6,280 MPa.